# Huawei Ox Horn Campus

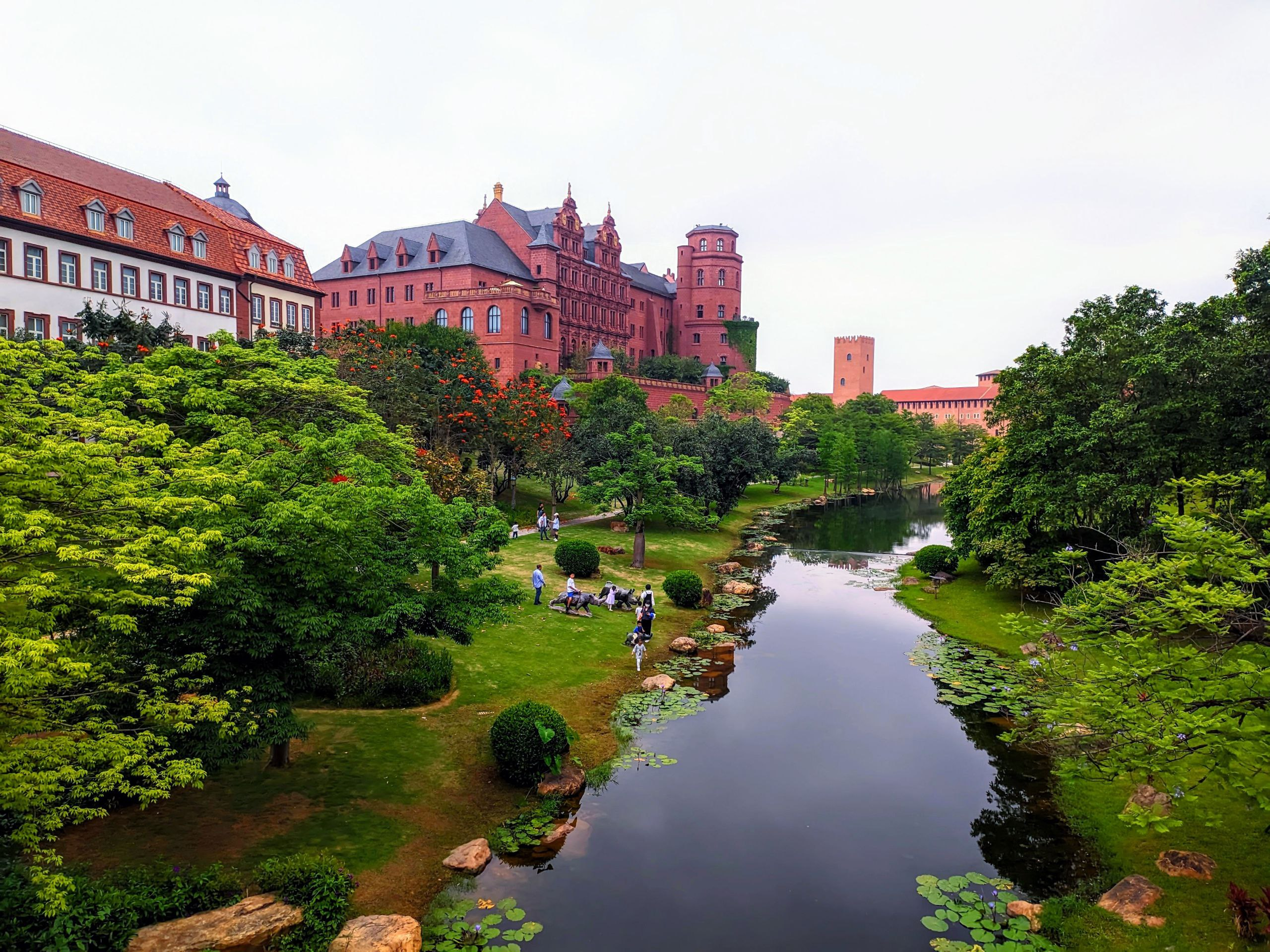
Huawei Ox Horn Campus (2023)

Huawei Ox Horn Campus (chinesisch 华为牛角园区) ist ein im europäischen Stil erbautes Modell-Dorf am Südufer des Songshan-Sees in Dongguan, Provinz Guangdong, Volksrepublik China. Er wurde Ende der 2010er Jahre errichtet und dient als Standort für Forschung und Entwicklung des Technologieunternehmens Huawei.
Der Campus besteht aus zwölf Baugruppen, die nach europäischen Städten oder Regionen gestaltet sind, darunter das Heidelberger Schloss, die Cité Internationale Universitaire de Paris sowie Nachbildungen der Altstädte von Český Krumlov, Verona, Bologna, Budapest, Tallinn und Granada. Die einzelnen Zonen sind durch ein Tram-System verbunden, das Zügen der Jungfraubahn in der Schweiz nachempfunden ist und von Stadler Rail inspiriert wurde.

## „Schlacht am Songshan-See“
Nachdem die Zusammenarbeit mit Google eingeschränkt wurde, versammelte Huawei im Oktober 2019 über 2.000 Ingenieure aus aller Welt auf dem Campus, um die Huawei Mobile Services (HMS) als Alternative zu den Google Mobile Services zu entwickeln. Aufgrund der Lage des Campus am Songshan-See wurde dieses Vorhaben als Schlacht am Songshan-See bezeichnet. Laut Fang Xingdong brachte diese großangelegte Investition zwar nicht die erwarteten kommerziellen Erträge und könne als Fehlschlag gelten, sie habe jedoch den Grundstein für den Aufstieg von HarmonyOS gelegt.